# Alfántega
Alfántega ist ein Municipio in der autonomen Gemeinschaft Aragonien in Spanien. Es gehört der Provinz Huesca an. 2024 hatte die Gemeinde 129 Einwohner auf einer Fläche von 9 km².

## Lage
Alfántega liegt 79 Kilometer südöstlich von Huesca, etwa 50 Kilometer nordwestlich von Lleida und etwa 120 Kilometer nordöstlich von Saragossa. Westlich des Municipios fließt der Río Cinca.